# Connector F
El connector F és un tipus de connector per a cable coaxial de radiofreqüència, d'ús comú en la televisió terrestre per a antena aèria, televisió per cable i universal per a la televisió per satèl·lit i els mòdems per cable, en general amb el cable RG-6 o en instal·lacions antigues amb RG-59.
Va ser inventat per Eric I. Winston en la dècada de 1950, mentre treballava per a Jerrold Electronics en el desenvolupament de la televisió per cable.
En la dècada de 1970 va esdevenir d'ús comú per a les connexions de televisió de l'antena de VHF, quan el cable coaxial va reemplaçar el de dos fils, i més tard també per a UHF.

## Característiques

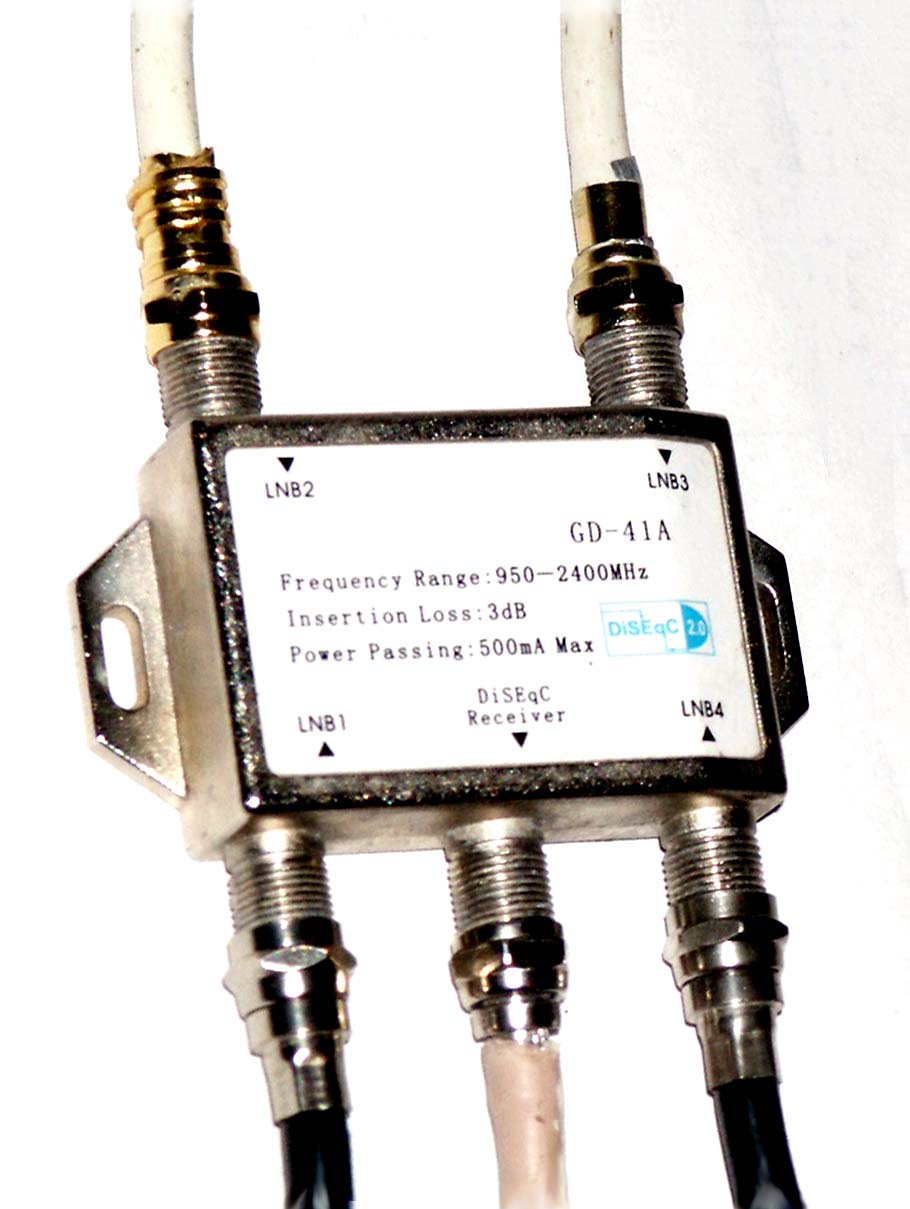
Connectors F units a un interruptor DiSEqC de 4 vies.

El connector F és barat i no obstant això té 75 ohms (75 Ω) d'adaptació d'impedància fins a 1 GHz i disposa d'amplada de banda utilitzable de fins a diversos GHz. Una de les raons del seu baix cost és que utilitza el conductor sòlid (cable central) dels tipus especificats de cable coaxial com pin del connector mascle. Aquest disseny està subjecte a les propietats de la superfície del conductor intern (que ha de ser filferro sòlid) i que no és resistent a la corrosió, per la qual cosa són necessàries versions resistents a l'aigua per a ús exterior (per exemple, en les antenes).
Se sol premsar, o de vegades cargolar, el cos del connector mascle sobre la malla exterior exposada. L'estàndard en la indústria del cable actualment és l'ús d'accessoris de compressió.
Els connectors femelles tenen fils UNEF 3/8-32 (9.525 mm de diàmetre). La majoria dels connectors mascle tenen un anell de connexió roscat, encara que també n'hi ha disponibles versions encastables. Les terminacions dels connectors F encastables presenten un blindatge pobre contra els senyals que li arriben per l'aire (per exemple, una instal·lació de televisió per cable -feta amb connectors F- pot ser interferida fàcilment per un transmissor de TV que es trobi a prop).

## Usos
És adequat per a les instal·lacions d'ús domèstic, terrestre, cable i televisió per satèl·lit i ofereix millores significatives sobre el connector Belling-Lee (IEC 169-2) utilitzat a Europa per a receptors terrestres.
Cal una mica més d'atenció per a la correcta instal·lació del connector mascle al cable, que amb el tipus Belling-Lee, i s'ha d'estar atent a la qualitat del connector i a la coincidència amb la grandària de cable.

## Connector F a prova d'intempèrie
Alguns subministradors de components, tenen al seu catàleg: “connectors F” a prova d'intempèrie (impermeables a l'aigua).
S'aconsegueix l'estanquitat mitjançant la inserció d'una junta tòrica d'uns 7 mm (anell "O") entre el connector mascle i el connector femella abans d'estrènyer-los, quedant la unió estanca a l'aigua.